# Fôkwé
Le Fôkwé  une danse traditionnelle des peuples Akan du sud de la Côte d'Ivoire. C'est une danse guerrière exécutée singulièrement par les peuples Abouré, Agni et Akyé.

## Origine
La danse Fôkwé est née au XVIIe siècle. C'est une danse traditionnelle de guerre des Akan du sud de la Côte d'Ivoire. Elle  trouve ses origines dans l'histoire des peuples Gwa et Agnis et est liée «l’exode» du peuple Gwa. En effet, le peuple Abouré fuyant la guerre s'installe en Côte d'Ivoire. Le Fôkwé est créé pour sonner le rassemblement des guerriers afin d'aller au combat lorsqu'ils étaient attaqués. Il s'agit donc d'un instrument d'annonce et de communication. Il invite les hommes majeurs au combat en temps de guerre.

## Caractéristique de la danse
Les instruments de musique qui accompagnent la danse Fôkwé se constituent de tambours. Ils sont au nombre de 3. Le « Fôkwé Blinn » ou le grand tambour, le tambour jumelé, mâle et femelle appelé « l'attoungblan » et un dernier tambour appelé « M'ploussoué » qui est lié à la classe d'âge. A cela s'ajoute des petits hochets appelés « l'Owoa » qui donne du rythme, les cloches, les claves et les trompes en cornes d'animaux. Le grand Tambour est la pièce principale. Il est appelé le tambour Fôkwé. Il est le tambour d'État. De ce fait, il est protégé et vénéré.
Le Fôkwé s'exécute sur 9 chansons selon 4 rythmes dont celui des chefs guerriers, des guerriers, le rythme de la marche et celui de la victoire,. Les chansons toutes exécutées en langue ashanti  évoquent le courage. Elle s'exécute par les initiés et le refus de pratiquer la danse expose à des sanctions.
Les danseurs du Fôkwé ont le corps nu et couvert de Kaolin.

## Le Fôkwé de nos jours
De nos jours, le Fôkwé est pratiqué pendant les grands événements comme le Popo Carnaval et la fête de génération des Abourés à Bonoua et à Moossou,.  Avec la modernité, et l'installation de la culture occidentale, le Fôkwé se pratique de moins en moins avec la même intensité d'avant.

### La danse Fôkwé au Popo Carnaval

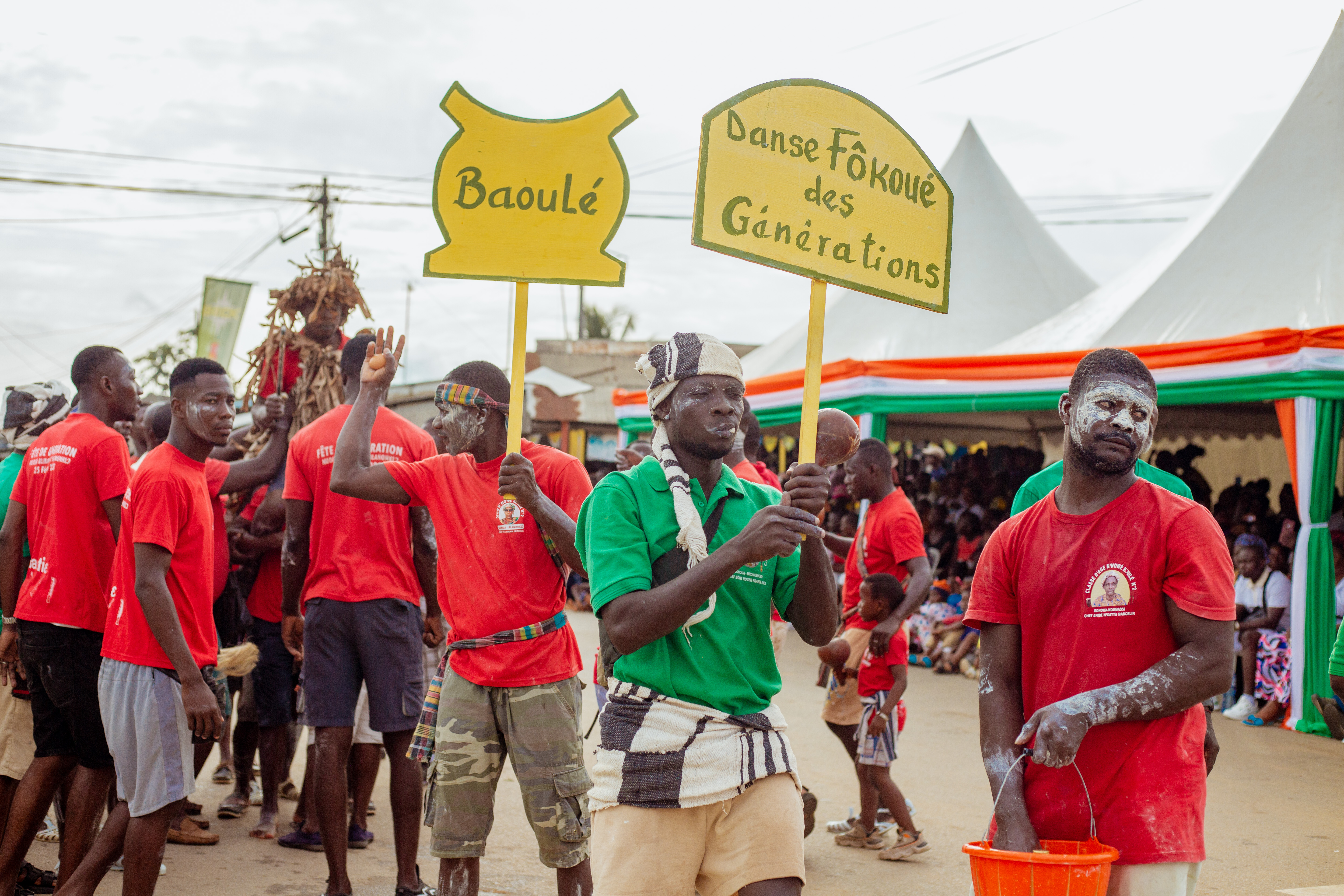
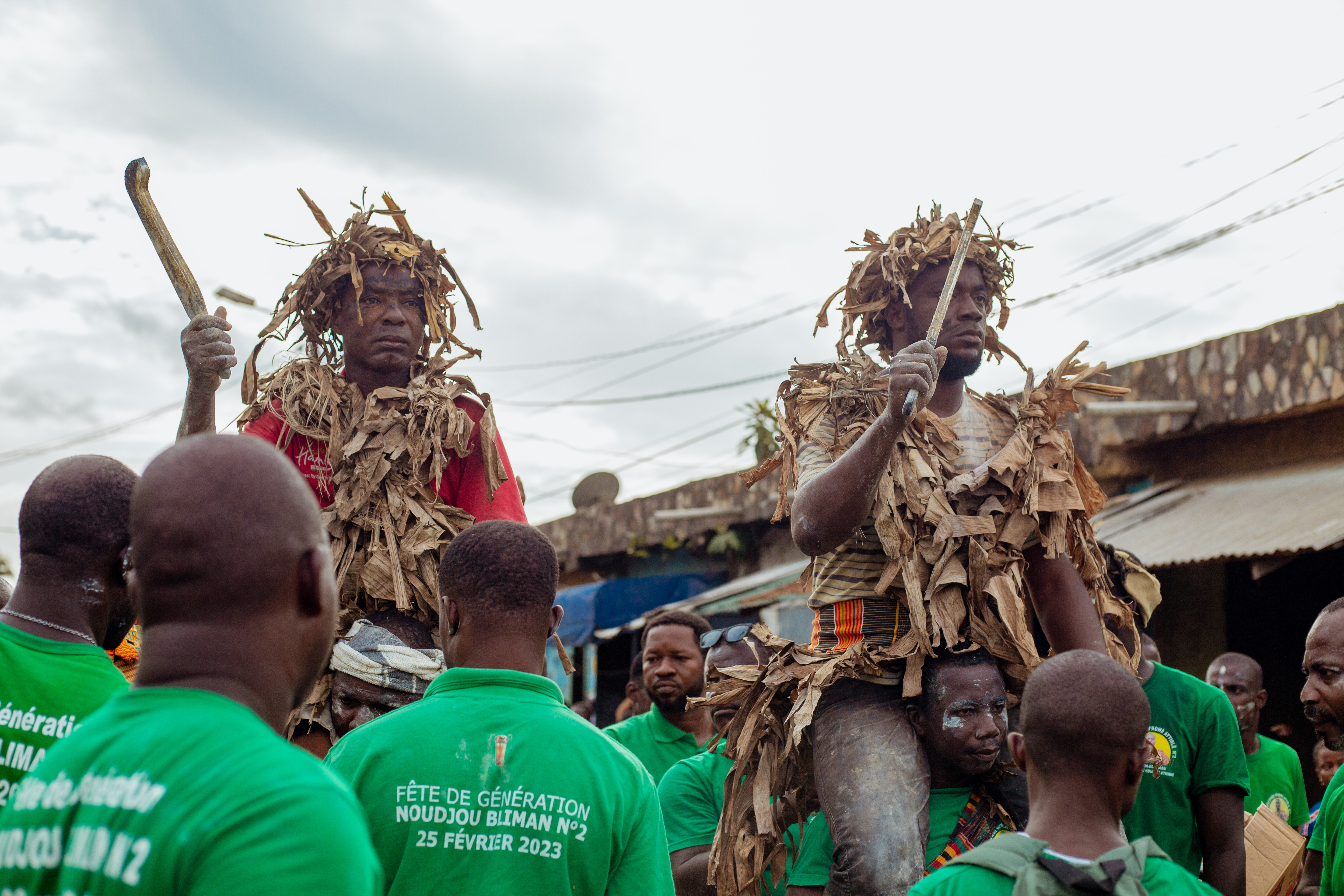
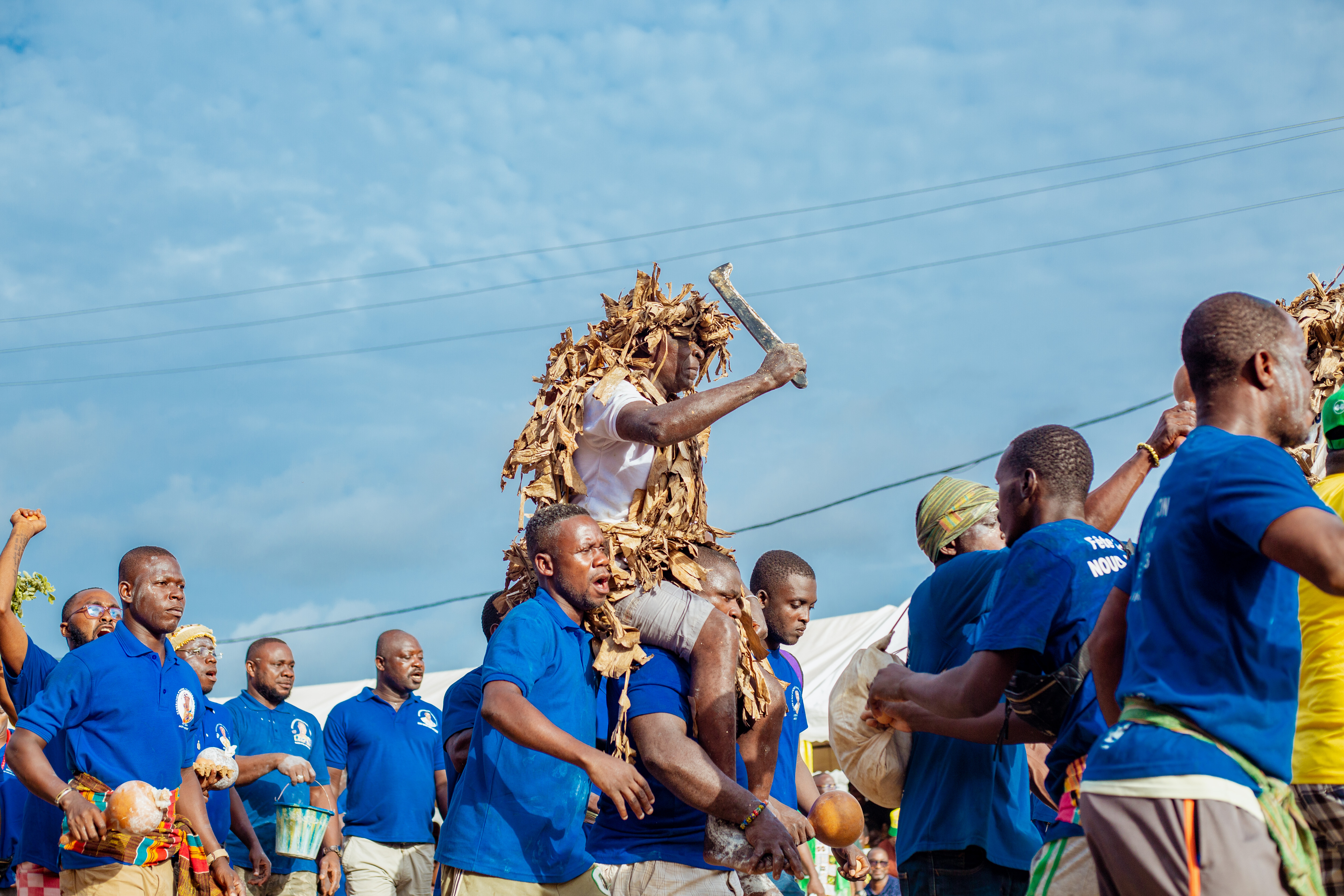
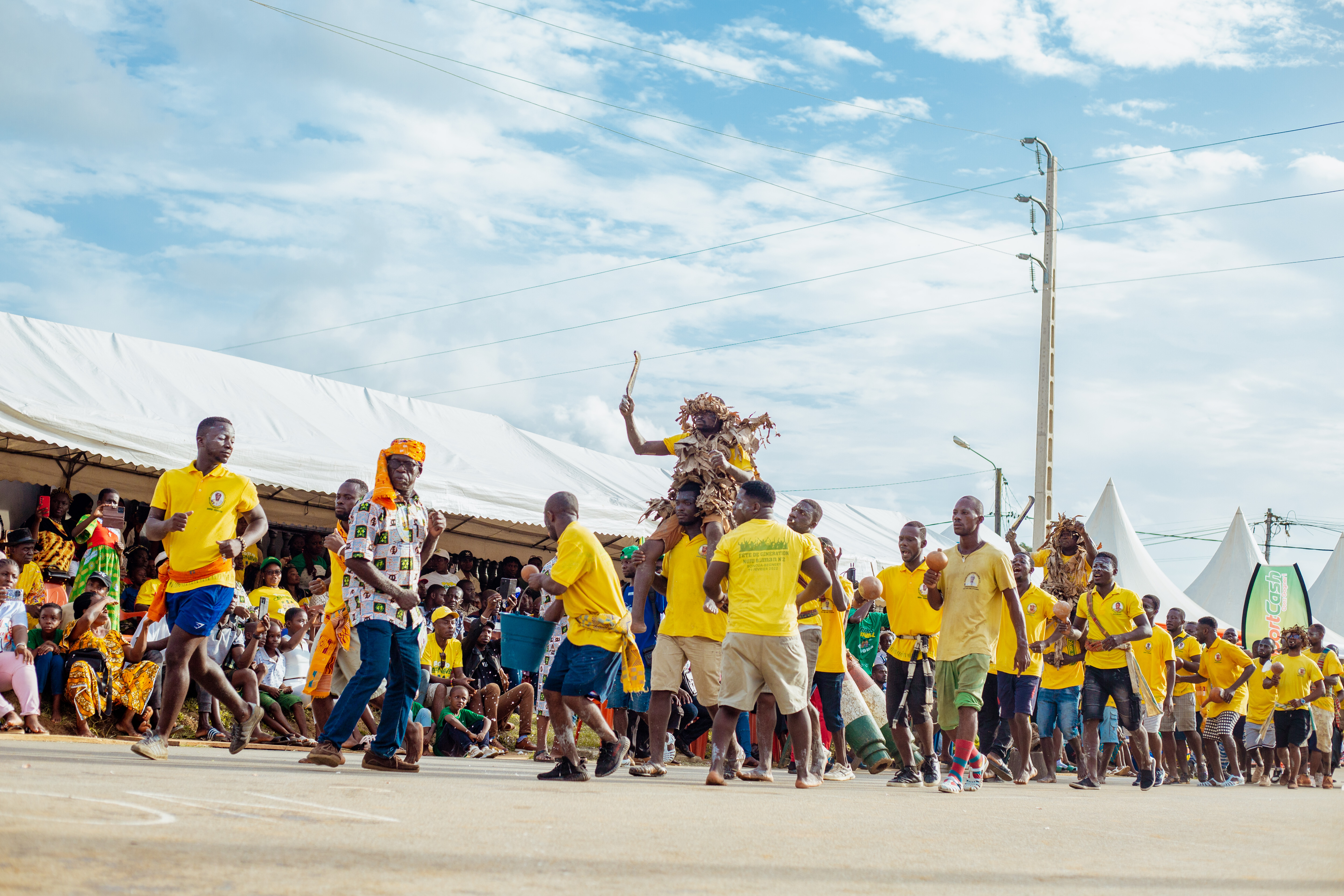

### Conservation
L'élément principal du Fôkwé est le tam-tam. Cet instrument est conservé par le peuple Abouré. La danse Fôkwé continue d'être exécutée dans les cérémonies importantes. Le parc M'ploussoué dans la ville de Bonoua a en son sein une structure muséographique qui participe à la préservation du tambour du Fôkwé.